# Topcon
Topcon Corporation é uma fabricante japonesa de equipamentos ópticos para  oftalmologia e topografia.